# Prophyllodictya javieri
Prophyllodictya javieri är en mossdjursart som beskrevs av Jime'nez-Sa'nchez 2009. Prophyllodictya javieri ingår i släktet Prophyllodictya och familjen Rhinidictyidae. Inga underarter finns listade i Catalogue of Life.